# الخطوط الجوية السودانية الرحلة 139
خطوط السودان الرحلة 139 هي رحلة نظمتها الخطوط الجوية السودانية وتحطمت في 8 يوليو 2003 في بور سودان.